# 普昂莱瓦莱
普昂莱瓦莱（法語：Pouan-les-Vallées，法語發音：[pwɑ̃ le vale]）是法国奥布省的一个市镇，属于特鲁瓦区。

## 地理
普昂莱瓦莱（48°32'29"N, 4°3'52"E）面积16.61 平方千米，位于法国大東部大區奥布省，该省份为法国中北部省份，北起马恩省，西接塞纳-马恩省，西南至约讷省，东南至科多尔省，东临上马恩省。
与普昂莱瓦莱接壤的市镇（或旧市镇、城区）包括：贝西、奥布河畔尚皮尼、诺宰、奥尔姆、普雷米耶尔费、小维亚普尔、奥布河畔维莱特。

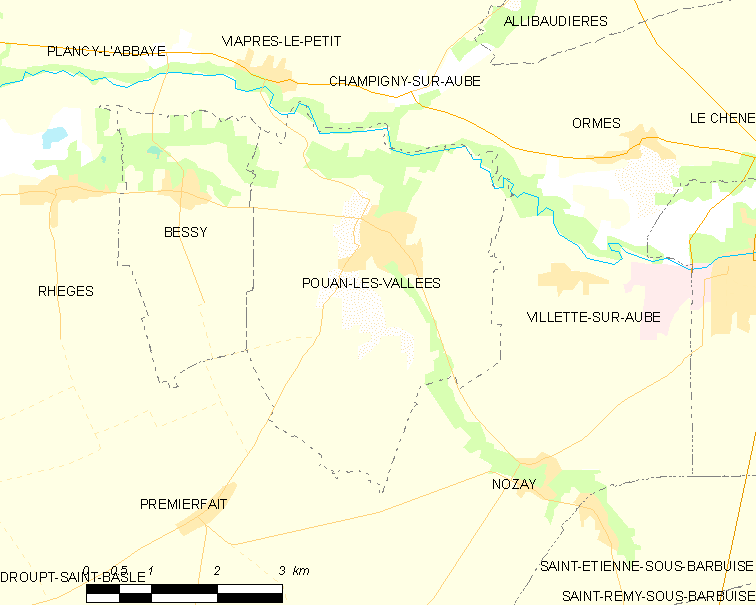
普昂莱瓦莱的OSM定位图

普昂莱瓦莱的时区为UTC+01:00、UTC+02:00（夏令时）。

## 行政
普昂莱瓦莱的邮政编码为10700，INSEE市镇编码为10299。

## 政治
普昂莱瓦莱所属的省级选区为奥布河畔阿尔西县。

## 人口

1962-2008年间普昂莱瓦莱人口变化图示

普昂莱瓦莱于2022年1月1日时的人口数量为503人。